# 89 del Lleó
89 del Lleó (89 Leonis) és un estel a la constel·lació del Lleó situat a 1,5º de τ Leonis molt prop del límit amb Verge. De magnitud aparent +5,70, no té lletra grega de Bayer i és comunament conegut pel seu nombre de Flamsteed.
Situat a 87 anys llum del sistema solar, 89 del Lleó és un estel blanc-groc de la seqüència principal de tipus espectral F5.5V amb una temperatura efectiva de 6450 K. És tres vegades més lluminós que el Sol i el seu radi és un 30% major que el radi solar. De característiques físiques semblants a altres estels més coneguts com a Tabit (π3 Orionis) o γ Serpentis, la seva massa és un 28% major que la massa solar. Més jove que el Sol, la seva edat varia segons la font consultada entre 730 i 1000 milions d'anys.
89 del Lleó té una metal·licitat, expressada com la seva abundància relativa de ferro, superior a la solar en un 38%. La seva velocitat de rotació projectada —límit inferior de la mateixa— és de 13,5 km/s, a la qual correspon un període de rotació igual o menor a 5,24 dies. Aquest valor és molt inferior al període de rotació del Sol —entorn de 26 dies—, però queda molt lluny del que mostren estels més calents com Altair (α Aquilae), el període dels quals és d'aproximadament 10 hores.